# Rhythm Is It!
Rhythm Is It! ist ein vielfach prämierter deutscher Dokumentarfilm aus dem Jahr 2004 von Thomas Grube und Enrique Sánchez Lansch.

## Handlung

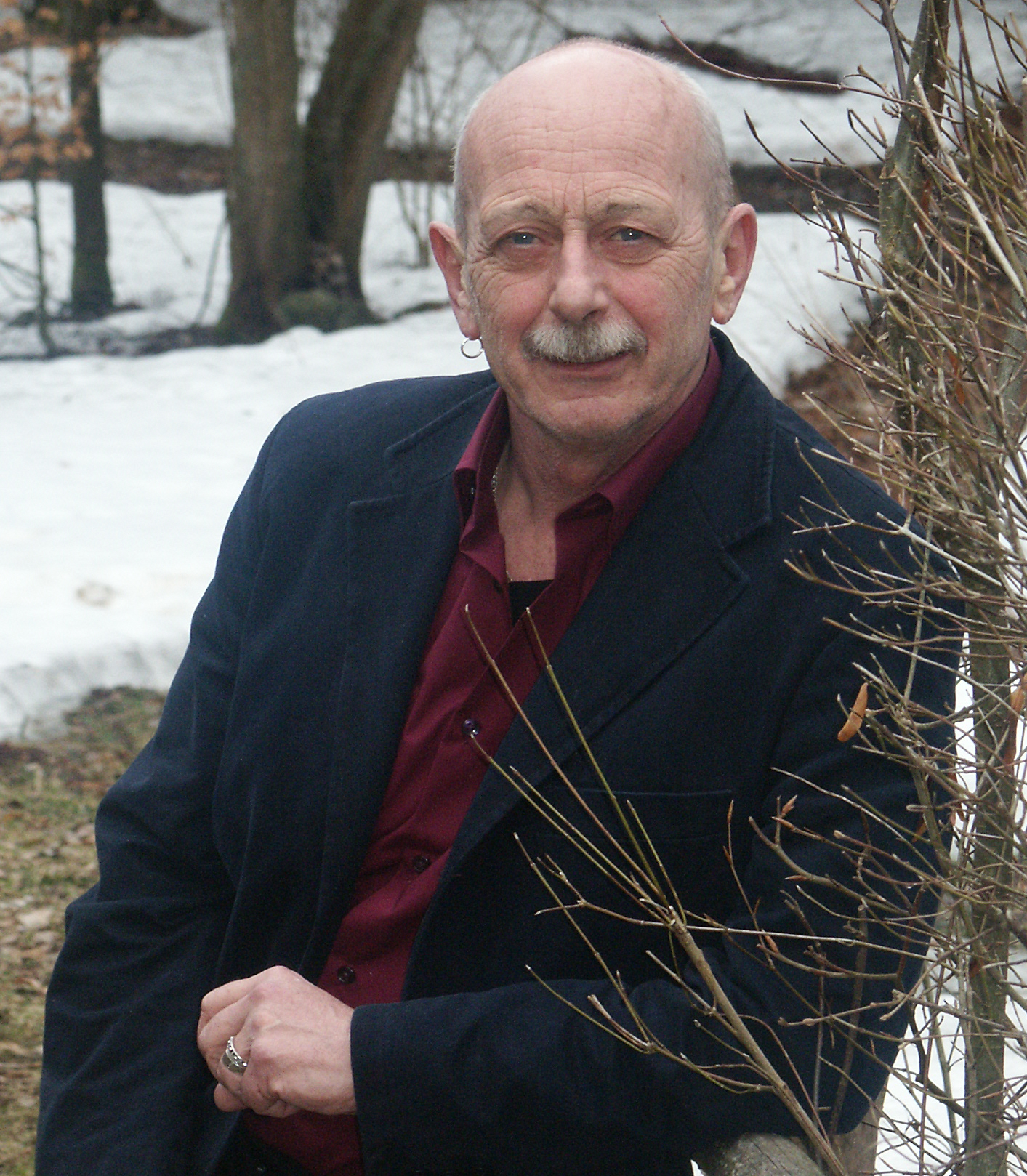
Royston Maldoom

Im Februar 2003 begannen die Berliner Philharmoniker und ihr Chefdirigent Sir Simon Rattle ein Projekt mit 250 Kindern und Jugendlichen aus 25 Nationen. Unter Anleitung des Choreografen und Tanzpädagogen Royston Maldoom und seinem Team proben sie die Aufführung von Igor Strawinskys Ballett Le sacre du printemps.
Nur sechs Wochen Probezeit haben die Schüler, die überwiegend aus Berliner „Problemschulen“ stammen, keiner ist vertraut mit klassischer Musik und Tanz. Maldoom hatte bis dahin schon unter anderem mit Straßenkindern in Äthiopien und mit jugendlichen Strafgefangenen in England Strawinskys Ballett erfolgreich inszeniert. Während dieser Phase werden drei der jungen Menschen näher vorgestellt: Martin, der Schwierigkeiten hat, sich auf andere Menschen einzulassen, sie jedoch in den Tanzsequenzen berühren soll, der kaum Deutsch sprechende Kriegswaise Olayinka aus Nigeria, dem die Teilnahme an dem Projekt hilft, andere Menschen kennenzulernen. Und Marie, die sich anfangs für faul hält und später beschließt, den Realschulabschluss zu machen, während ihre Freundin bald schon aussteigt, aber an der nächsten Station wieder einsteigt.
Dabei zeigt der Film die Entwicklung der jungen Menschen, die aus den wachsenden Erfolgen Selbstbewusstsein ziehen und als Persönlichkeit reifen. Er zeigt aber auch das Chaos der Proben, den unmotivierten Beginn der Jugendlichen und die Interventionen der besorgten Lehrer, die fürchten, ihre Schüler würden von Maldoom überfordert. Das Ende und der große Höhepunkt ist der umjubelte Auftritt in der Arena Berlin.
Das Projekt wurde aufgrund des großen Zuspruchs weitergeführt. Die Berliner Philharmoniker setzten ihre Kooperation mit anderen Ballettstücken und Choreografen in den folgenden Jahren fort.

## Kritik
„Einer der besten Filme, die je über Fragen der Erziehung gedreht wurden. … Dem Film geht es darum, eine ursprünglich deutsche Diskussion zu beleben – eine Diskussion um die Methoden von Bildung. Der Film stellt das Prinzip von Leistung und Wille der Idee von Verständnis und Kumpelhaftigkeit gegenüber. … RHYTHM IS IT! zeigt natürlich nur die Erfolge, schwelgt in pathetischen Berlin-Bildern, mischt fürchterliche Hollywood-Musik unter die Szenen. Wir erfahren nicht, wie viele Schüler abgesprungen sind.“

„Die Filmemacher Thomas Grube und Enrique Sánchez Lansch verwenden Strawinskys Stück nicht nur als Bühnenmusik, sie binden damit auch immer wieder Berliner Stadtbilder in die Geschichte der Aufführung ein, Impressionen einer faszinierenden, zwielichtigen Urbanität. Die spannendsten Momente aber zeigen Choreograph Royston Maldoom bei der Probenarbeit mit den Jugendlichen. Maldoom ist das Herz des Films: ein Zauberer, ein Alchimist der Begeisterung, der sich zu Beginn provokant als strenger Lehrmeister zu erkennen gibt.“

„RHYTHM IS IT! verfolgt diesen unglaublichen Prozess der Entstehung eines Kunstwerkes. Dank der dezenten Kamera wird der Zuschauer in ein Ereignis hineingezogen, das aufgrund seiner Rahmenbedingungen eigentlich hätte Schiffbruch erleiden müssen. … Exemplarisch für alle, lernt der Zuschauer einige Einzelgänger unter den Schülern kennen, die durch die Erfahrung mit der Musik aus ihrer Isolierung herausfinden. Sowohl Rattle als auch die Regisseure des mitreißenden Dokumentarfilms haben viel gewagt und ganz offensichtlich gewonnen.“

## Auszeichnungen
- 2005: Bayerischer Filmpreis Bester Dokumentarfilm
- 2005: Deutscher Kritikerpreis
- 2005: Deutscher Filmpreis Bester Dokumentarfilm
- 2005: Deutscher Filmpreis Bester Schnitt
- 2006: ECHO Klassik Beste DVD des Jahres